# Le Mystère Henri Pick
Pour plus de détails, voir Fiche technique et Distribution.
Le Mystère Henri Pick est un film français coécrit et réalisé par Rémi Bezançon, sorti en 2019. Il s'agit de l'adaptation du roman homonyme de David Foenkinos publié en 2016.

## Synopsis
Dans une bibliothèque située à Crozon, un bibliothécaire a décidé de consacrer une pièce aux manuscrits refusés par les éditeurs. Chaque auteur rejeté dispose ainsi d'un sanctuaire où déposer son texte. Daphné Despero (Alice Isaaz), une jeune éditrice y découvre un roman, Les Dernières Heures d'une histoire d'amour, qu'elle juge extraordinaire et qu'elle décide aussitôt de publier. Le roman devient un best-seller. 
Son auteur serait Henri Pick, le tenancier d'une pizzeria dans le même village, mort deux années plus tôt. Sa veuve Madeleine (Josiane Stoléru) et sa fille Joséphine (Camille Cottin) affirment ne jamais l'avoir vu ni lire ni écrire. Persuadé qu'il s'agit d'une imposture, le célèbre critique littéraire Jean-Michel Rouche (Fabrice Luchini) décide de mener l'enquête, avec l'aide inattendue de la fille de l'énigmatique Henri Pick.

## Fiche technique
- Titre original : Le Mystère Henri Pick
- Réalisation : Rémi Bezançon
- Scénario : Rémi Bezançon et Vanessa Portal, d'après le roman éponyme Le Mystère Henri Pick  de David Foenkinos
- Musique : Laurent Perez del Mar ; musique additionnelle : Franz Schubert, Mélodie hongroise en si mineur pour piano (D 817 au catalogue Otto Erich Deutsch)
- Décors : Maamar Ech-Cheikh
- Costumes : Marie-Laure Lasson
- Photographie : Antoine Monod
- Son : Marc Engels, Emmanuel Croset, Anne Gibourg et Olivier Walczak
- Montage : Valérie Deseine
- Production : Éric Altmayer, Nicolas Altmayer et Isabelle Grellat
- Sociétés de production : Mandarin Films et Gaumont Production ; France 2 Cinéma (coproduction)
- Sociétés de distribution : Gaumont Distribution ; A-Z Films (Québec), Athena Films (Belgique) et Pathé Films AG (Suisse romande)
- Pays de production :  France
- Langue originale : français
- Format : couleur
- Genre : comédie policière
- Durée : 100 minutes
- Dates de sortie :
  - Belgique, France, Suisse romande : 6 mars 2019
  - Québec : 14 juin 2019

## Distribution
- Fabrice Luchini : Jean-Michel Rouche, critique littéraire
- Camille Cottin : Joséphine Pick, fille d'Henri
- Alice Isaaz : Daphné Despero, éditrice
- Bastien Bouillon : Fred Koskas
- Astrid Whettnall : Inès de Crécy
- Josiane Stoléru : Madeleine Pick, veuve, mère de Joséphine
- Marc Fraize : Jean-Pierre Gourvec
- Marie-Christine Orry : Magali Roze
- Vincent Winterhalter : Gérard Despero
- Louis Descols : Vicomte d'Archiac
- Philypa Phoenix : Wendy Bellamy
- Annie Mercier : Bénédicte Le Floch
- Florence Muller : Brigitte Rouche
- Hanna Schygulla : Ludmila Blavitsky
- Lyes Salem : le producteur de l'émission
- Youlia Zimina : la professeur de Russe

## Production

### Tournage
Le tournage a lieu en presqu'île de Crozon. Le pont de Térénez est visible plusieurs fois lors des voyages de Jean-Michel Rouche.

### Musique
La musique du film est composée par Laurent Perez del Mar.
La Mélodie hongroise D817 de Franz Schubert s’entend durant le film (autoradio de la voiture de Joséphine après la soirée, puis générique de fin), musique de La Discrète, film de Christian Vincent dans lequel joue également Fabrice Luchini, et qui se déroule aussi dans l'univers de l'édition.

## Accueil

### Critiques
Pierre Vavasseur dans Le Parisien dit : « Le duo Camille Cottin, dans la peau de la fille Pick, et Fabrice Luchini, reconverti en fin limier de bibliothèque, fait belle impression. Bref, tout ceci est virtuose à plus d'un titre. »
Christophe Carrière parle d'« Un divertissement intelligent, sans autre prétention que de mettre joyeusement les neurones en ébullition. »
Dans L'Obs, Jérôme Garcin dit du film : « Cette adaptation bonhomme du roman de David Foenkinos offre à Fabrice Luchini, mélange de Pivot et de Maigret avec une pointe de Guitry, l'occasion d'exprimer son amour fou de la littérature. Même au cinéma, il reste théâtral. On l'applaudit. »
Dans Le Figaro : « Les répliques fusent comme des balles de ping-pong, les situations s'enchaînent gaiement, les protagonistes s'engouffrent librement dans des voies ouvertes à toutes les conjectures. »
Dans Télérama, Sophie Benamon dit : « Voilà un jeu de piste malin, une comédie policière étoffée par quelques personnages bien croqués et attachants. »
Un peu plus mitigé, Jacques Mandelbaum dans Le Monde écrit : « Tout cela se voit et s'éprouve sans déplaisir, sur les ailes d'une machinerie vaporeuse telle que les chérit Rémi Bezançon, au gré d'une intrigue qui, à mesure qu'elle s'envase, se met à gentiment ronronner. On s'en tirera avec rien de plus que quelques égratignures, content du spectacle mais conscient qu'il n'y a pas ici de quoi fouetter un chat. »
Selon certaines critiques le film retranscrit fort bien l'ambiance tout en dialogue du livre. Le critique littéraire Jérôme Garcin écrivait à propos du livre qu'il a su osciller « subtilement entre la satire et la sotie » et s'intéresser avec humour et légèreté à la manière dont le monde de l'Édition promeut tel ou tel ouvrage.

## Autour du film
Le personnage de Fred Koskas, auteur de La Baignoire, est inspiré de l'écrivain Jean-Philippe Toussaint, et de son roman La Salle de bain, où un personnage vit dans sa baignoire.[réf. nécessaire]